# Michigan Motor Car Company

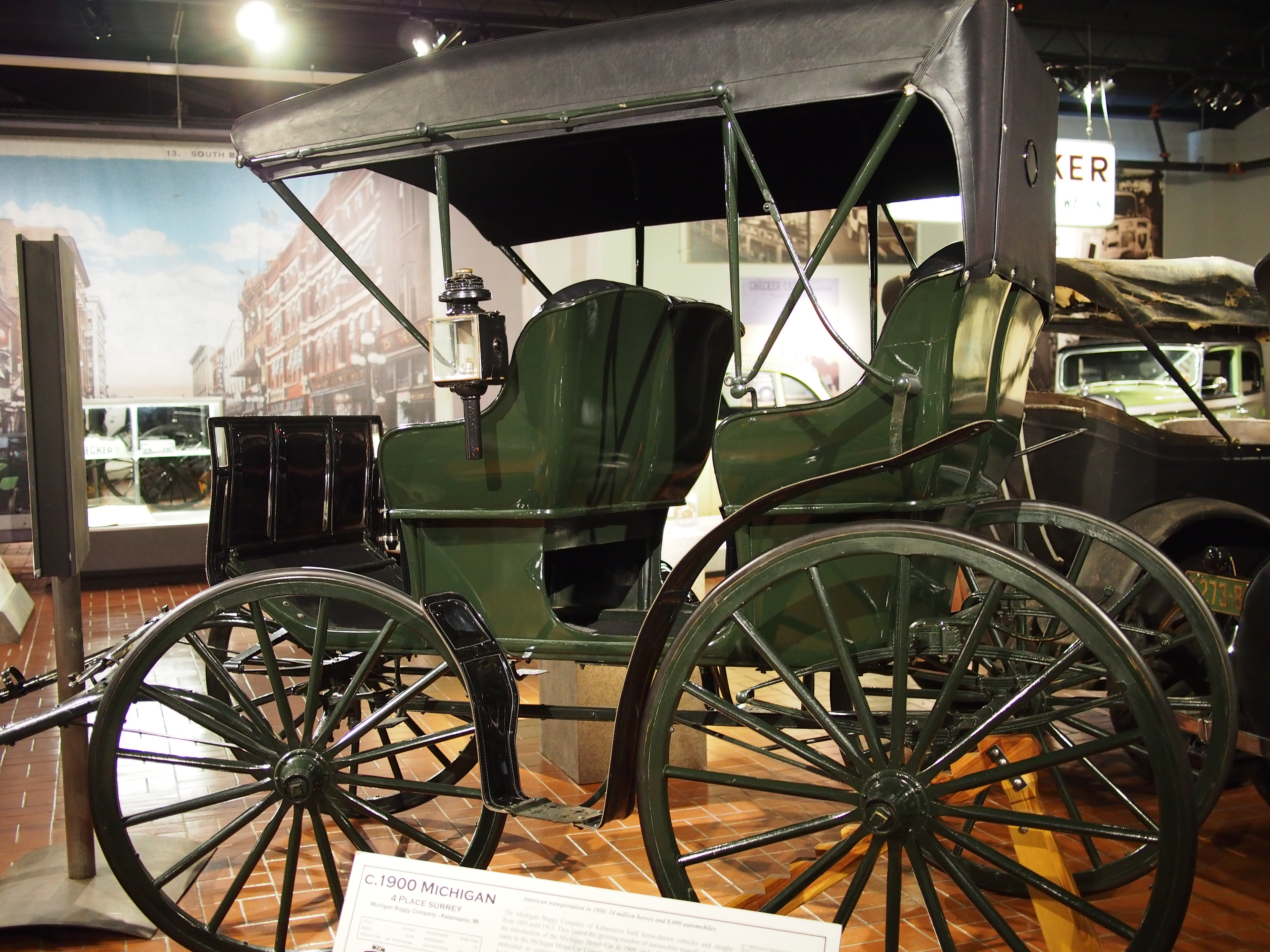
Kutsche der Michigan Buggy Company

Michigan Motor Car Company, vorher Michigan Buggy Company, war ein US-amerikanischer Hersteller von Automobilen.

## Unternehmensgeschichte
Moses Henry Lane verließ 1883 die Kalamazoo Wagon Company und gründete im gleichen Jahr die Michigan Buggy Company. Der Sitz war in Kalamazoo in Michigan. Er stellte Kutschen her. 1904 begann die Produktion von Automobilen in geringem Ausmaß. Der Markenname lautete Michigan. Nach eigenen Angaben stieg die Zahl der Beschäftigten von 348 im Jahre 1909 auf 553 in 1913.
So etwas wie eine Serienproduktion von Kraftfahrzeugen begann erst 1911. Die Firmierung änderte sich in Michigan Motor Car Company. Eine Quelle gibt den 24. September 1912 als Gründungsdatum dieser zweiten Gesellschaft an. Beteiligt waren M. Henry Lane, Frank B. Lay Jr., George T. Lay und Victor L. Palmer. Angeworben wurden W. H. Cameron als Konstrukteur, der vorher für Willys-Overland und Flanders Manufacturing Company tätig war, und John A. Campbell als Karosseriedesigner. Nach eigenen Angaben wurden 6125 Fahrzeuge verkauft.
1913 endete die Produktion. Einige Personen der Geschäftsführung wurden verklagt und zum Teil auch verurteilt. Edward F. Gerber, der in Pittsburgh Fahrzeuge dieser Marke verkaufte, versuchte vergeblich, die Produktion fortzusetzen. Auch Hugh Chalmers von der Chalmers Motor Car Company konnte nicht helfen.
Die States Motor Car Company übernahm 1915 das Werk.
Es sind keine Verbindungen zu den anderen Herstellern von Personenkraftwagen der Marke Michigan bekannt: Michigan Automobile Company (1901), Fuller & Sons Manufacturing Company (1903–1907) und Michigan Hearse & Motor Company (1916).

## Kraftfahrzeuge
Anfangs wurden nur die selbst hergestellten Kutschen mit Ottomotoren versehen. Es waren Einzylindermotoren mit 3,5 PS Leistung. Sie trieben über ein Zweiganggetriebe ohne Rückwärtsgang die Hinterachse an. Das Fahrgestell hatte zumindest im ersten Jahr 137 cm Radstand und 91 cm Spurweite.
1911 erschien das Model B. Es hatte einen Vierzylindermotor von Buda, der 40 PS leistete. Der Radstand betrug 284 cm. Zur Wahl standen Tourenwagen mit fünf Sitzen und Roadster mit zwei Sitzen.
1912 wurde daraus der Four-40 in den Ausführungen Model 40-K als fünfsitziger Tourenwagen und Model 40-M als zweisitziger Runabout. Der Radstand war auf 320 cm verlängert worden. Außerdem gab es mit dem Four-33 ein kleineres und schwächeres Modell. Die Motorleistung war mit 33 PS angegeben und der Radstand mit 284 cm. Bekannt sind Model D und Model E als zweisitzige Roadster und Model H, das es sowohl als fünfsitzigen Tourenwagen als auch als fünfsitzigen Torpedo-Tourenwagen gab.
1913 wurde das kleinere Modell in Model L umbenannt. Der Radstand von 290 cm bildete die Basis für einen Aufbau als fünfsitzigen Tourenwagen. Aus dem größeren Modell wurden Model R und Model S. Der Radstand wurde auf 300 cm gekürzt. Lieferbar waren Tourenwagen mit fünf Sitzen und Roadster mit zwei Sitzen.
Ein erhalten gebliebener Model R von 1913 wurde 2014 für 132.000 US-Dollar versteigert.

## Modellübersicht
| Jahr      | Modell              | Ausführung | Zylinder | Leistung (PS) | Radstand (cm) | Aufbau                                             |
| --------- | ------------------- | ---------- | -------- | ------------- | ------------- | -------------------------------------------------- |
| 1904–1910 | Motor Buggy         |            | 1        | 3,5           | 137           | Motor Buggy                                        |
| 1911      | Model B             |            | 4        | 40            | 284           | Tourenwagen 5-sitzig, Roadster 2-sitzig            |
| 1912      | Four-33             | Model D    | 4        | 33            | 284           | Roadster 2-sitzig                                  |
| 1912      | Four-33             | Model E    | 4        | 33            | 284           | Roadster 2-sitzig                                  |
| 1912      | Four-33             | Model H    | 4        | 33            | 284           | Tourenwagen 5-sitzig, Torpedo-Tourenwagen 5-sitzig |
| 1912      | Four-30             | Model 40-K | 4        | 40            | 320           | Tourenwagen 5-sitzig                               |
| 1912      | Four-30             | Model 40-M | 4        | 40            | 320           | Runabout 2-sitzig                                  |
| 1913      | Model L             |            | 4        | 33            | 290           | Tourenwagen 5-sitzig                               |
| 1913      | Model R und Model S |            | 4        | 40            | 300           | Tourenwagen 5-sitzig, Roadster 2-sitzig            |